# 布布萨拉·比舍纳里耶娃
布布萨拉·比舍纳里耶娃（俄語：Бюбюсара́ Бейшенали́ева，1926年5月17日—1973年5月11日），吉尔吉斯族，苏联芭蕾舞演员、舞蹈家、教师，苏联人民艺术家。她是吉尔吉斯族第一位芭蕾舞演员。

## 生平
比舍纳里耶娃于1926年5月17日出生于吉尔吉斯自治社会主义苏维埃共和国伏龙芝州沃龙佐夫卡村的一个农民家庭。1936年，她与一批吉尔吉斯族儿童被选派往列宁格勒的舞蹈学院（现瓦岗诺娃芭蕾舞学院）学习，师从苏联著名芭蕾舞演员阿格里皮娜·瓦岗诺娃。1939年，她在吉尔吉斯文艺十年展期间在莫斯科大剧院首次亮相。1941年，她以优异成绩从列宁格勒舞蹈学院毕业。
后来，她曾回忆道：“在涅瓦河畔的城市，我的身边充满了爱和关注。经验丰富的老师们，伟大的乌兰诺娃的老师，慷慨地将他们的知识传授给了我和吉尔吉斯的其他年轻学生们。他们将我们的失落铭记于心，并为我们的第一次成功而欢欣鼓舞。”
1941年，比舍纳里耶娃进入伏龙芝马尔蒂巴耶夫歌舞剧院担任芭蕾舞独舞演员。1944年，她成为吉尔吉斯芭蕾舞团的首席演员。比舍纳里耶娃多次举办个人专场演出，并前往苏联和世界各地演出。1949年，她成为伏龙芝音乐和舞蹈学院的芭蕾舞教师。她长期合作的搭档是乌兰·萨尔巴吉舍夫（1934—2012）。
1973年5月11日于伏龙芝去世，终年46岁。葬于阿拉阿尔查公墓。
比舍纳里耶娃是第6-7届苏联最高苏维埃民族院代表；第4-5届吉尔吉斯苏维埃社会主义共和国最高苏维埃代表。

## 荣誉
- 劳动红旗勋章
- 荣誉勋章
- 劳动英勇奖章
- 吉尔吉斯苏维埃社会主义共和国功勋艺术家称号（1947）
- 吉尔吉斯苏维埃社会主义共和国人民艺术家称号（1954）
- 苏联人民艺术家称号（1958）
- 吉尔吉斯苏维埃社会主义共和国托克托古尔·萨特尔甘诺夫国家奖（1970）

## 纪念
吉尔吉斯斯坦第二、三版的5索姆纸币上印有比舍纳里耶娃的肖像。在比什凯克的吉尔吉斯歌剧和芭蕾舞剧院附近也有她的雕像。吉尔吉斯国立艺术学院以她的名字命名。

## 影视作品
- 1959年——Morning Star (film)（英语：Morning Star (film)）